# 照村小学

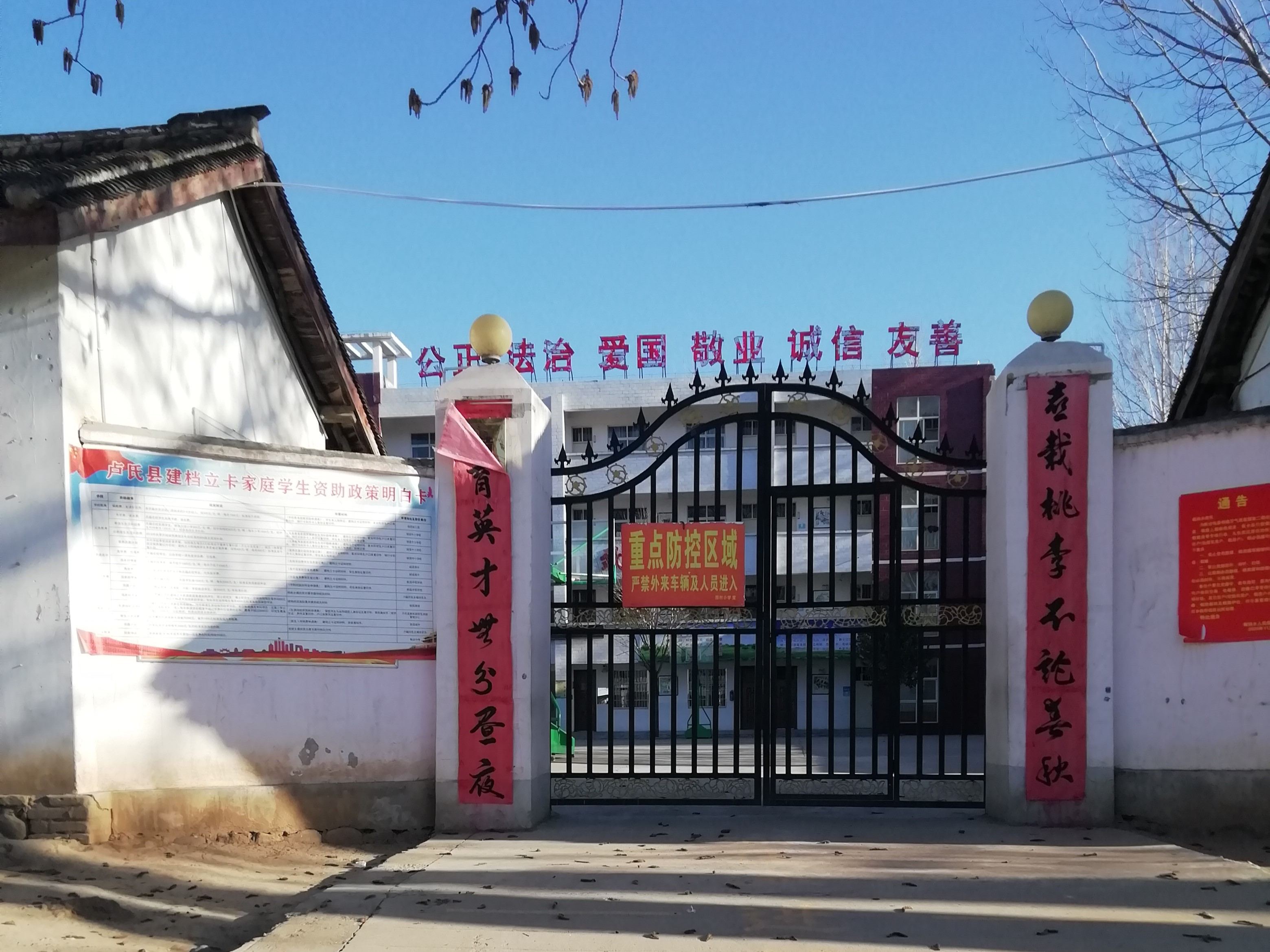
照村小学照片

照村小学是位于中华人民共和国河南省三门峡市卢氏县横涧乡照村境内的一所学校，1949年计划招生，1950年开始给第一批学生授课。学校初在照村河神庙进行授课，1980年迁到现在的地址。从20世纪80年代到21世纪初期，照村小学的教室为砖木泥混合结构的土坯房。2012年，时任校长杨彩霞争取资金，成功的盖起了现代化的教学楼、学生宿舍和食堂。

## 历史

### 社会助学行动
1996年，照村小学被列入世界银行贷款第三个贫困地区基础教育发展项目名录。
2017年9月22日，三门峡市体育彩票分中心为照村小学捐赠了一批体育设施。
2019年7月26日，洛阳师范学院文学院向阳花爱心会的义教队在照村小学开启为期21天的支教生活。